# Романи (Білорусь)
Романи (біл. вёска Раманы) — село в складі Молодечненського району Мінської області, Білорусь. Село підпорядковане Радошковицькій сільській раді, розташоване в центральній частині області.